# Саутпорт (Нью-Йорк)
Саутпорт (англ. Southport) — місто (англ. town) в США, в окрузі Чеманг штату Нью-Йорк. Населення — 9691 особа (2020).

## Демографія
Згідно з переписом 2010 року, у місті мешкало 10 940 осіб у 4282 домогосподарствах у складі 2820 родин. Було 4522 помешкання
Расовий склад населення:
| - 89,1 % — білих - 7,6 % — чорних або афроамериканців - 0,6 % — азіатів - 0,2 % — корінних американців |

До двох чи більше рас належало 1,7 %. Частка іспаномовних становила 2,8 % від усіх жителів.
За віковим діапазоном населення розподілялося таким чином: 19,6 % — особи молодші 18 років, 63,6 % — особи у віці 18—64 років, 16,8 % — особи у віці 65 років та старші. Медіана віку мешканця становила 42,8 року. На 100 осіб жіночої статі у місті припадало 111,5 чоловіків;  на 100 жінок у віці від 18 років та старших — 111,8 чоловіків також старших 18 років.
Середній дохід на одне домашнє господарство  становив 65 819 доларів США (медіана — 51 902), а середній дохід на одну сім'ю — 78 645 доларів (медіана — 65 169). Медіана доходів становила 50 708 доларів для чоловіків та 36 513 долари для жінок. За межею бідності перебувало 11,1 % осіб, у тому числі 15,5 % дітей у віці до 18 років та 9,5 % осіб у віці 65 років та старших.
Цивільне працевлаштоване населення становило 4390 осіб. Основні галузі зайнятості: освіта, охорона здоров'я та соціальна допомога — 29,1 %, виробництво — 14,5 %, роздрібна торгівля — 9,8 %, мистецтво, розваги та відпочинок — 9,1 %.